# Bobby Watson (músico)

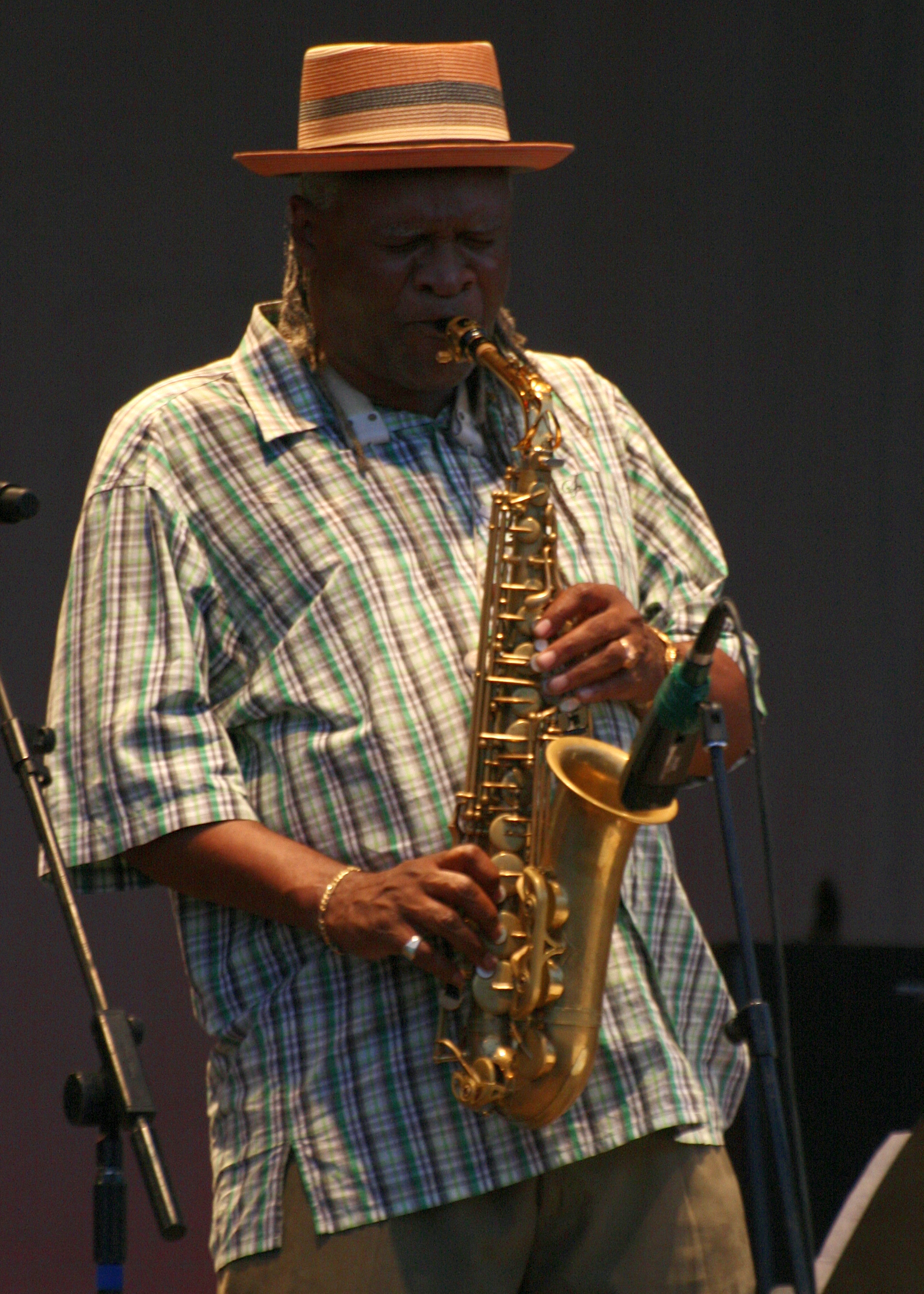
Bobby Watson

Bobby Watson (Lawrence, Kansas, EUA, 23 de agosto de 1953) é um músico de post-bop, saxofonista, compositor, produtor e professor norte-americano.
Watson cresceu nas cidades Bonner Springs e Kansas City, ambas do estado de Kansas. Frequentou a Universidade de Miami, juntamente com colegas Pat Metheny, Jaco Pastorius e Bruce Hornsby. Conhecido por trabalhar com Art Blakey (1919–1990) e por ter sido um dos membros do grupo Jazz Messengers. Durante toda sua carreira, trabalhou com outros músicos, tais como, Max Roach, Wynton Marsalis, Betty Carter, Carlos Santana, Horizon e 29th Street Saxophone Quartet.

## Discografia
Como líder
- 1980: Estimated Time Of Arrival
- 1983: Perpetual Groove (Red Records)
- 1984: Advance (Enja Records)
- 1985: Round Trip (Red Records)
- 1986: Love Remains (Red) com John Hicks, Curtis Lundy, Marvin Smitty Smith
- 1987: Beatitudes (Evidence)
- 1987: The Year Of The Rabbit (Evidence) com Art Baron, Mulgrew Miller
- 1991: Present Tense (Columbia)
- 1993: This Little Light Of Mine (Red)
- 1993: Midwest Shuffle (Columbia) con Victor Lewis
- 1995: Urban Renewal (Kokopelli Records)
- 1998: Quiet As It's Kept (Red)
- 1998: The Bobby Watson/Curtis Lundy Project
- 2000: In The Groove
- 2002: Live & Learn
- 2004: Horizon Reassembled (Palmetto Records)
- 2006: Soulful Serendipity com James Williams

Como colaborador
Com Superblue
- Supoerblue (1988, Blue Note)[5]

Com Horizon
- The Inventor (Blue Note, 1989)
- Post-Motown Bop (Blue Note, 1991)

Com The Jazz Tribe
- The Jazz Tribe (Red, 1990)
- The Next Step (Red, 1999)

Com Sam Rivers
- Colours (Black Saint, 1982)

Com Kamal Abdaul-Alim
- Dance (Stash, 1983)

Com 29th Street Saxophone Quartet
- Pointillistic Groove (Osmosis, 1984) com Ed Jackson, Rich Rothenberg, Jim Hartog
- The Real Deal (New Note, 1987) com Ed Jackson, Rich Rothenberg, Jim Hartog
- Underground (Antilles Records, 1991) com Hugh Masekela, Benny Green, Curtis Lundy, Victor Lewis
- Milano New York Bridge (Red, 1993)

Com The Taylor Made Big Band
- Taylor Made (Columbia) com Steve Turre, Robin Eubanks, Jon Faddis
- Live At Someday In Tokyo (2000, com "Tokyo Leaders Big Band")